# 梅文-赫赖特罗德
梅文-赫赖特罗德（荷蘭語：Meeuwen-Gruitrode，荷蘭語發音：[ˌmeːu̯ə(ŋ)ˈɣrœy̯tˌroːdə]）是比利时林堡省的一个旧市镇。梅文-赫赖特罗德原为一独立市镇，2019年1月1日，梅文-赫赖特罗德与市镇上赫拉贝克合并为新市镇奥兹贝亨。

## 历史
1971年，市镇下赫拉贝克并入赫赖特罗德，埃利科姆和韦斯哈亨并入梅文。1977年，梅文和赫赖特罗德合并为市镇梅文-赫赖特罗德。2019年1月1日，梅文-赫赖特罗德与市镇上赫拉贝克合并为新市镇奥兹贝亨，1971年合并前的各市镇成为了奥兹贝亨的片区。